# Huojia
Der Kreis Huojia (chinesisch 获嘉县, Pinyin Huòjiā Xiàn) gehört zum Verwaltungsgebiet der bezirksfreien Stadt Xinxiang in der chinesischen Provinz Henan. Er hat eine Fläche von 470 km² und zählt 414.000 Einwohner (Stand: Ende 2018). Sein Hauptort ist die Großgemeinde Chengguan (城关镇).

## Administrative Gliederung
Auf Gemeindeebene setzt sich der Kreis aus acht Großgemeinden und drei Gemeinden zusammen. 